# Ian Brennan (scénariste)
Ian Brennan est un producteur, scénariste et acteur américain. né le 23 avril 1978 à Mount Prospect, en Illinois. Il est connu pour être le créateur de la série Glee.

## Biographie

### Jeunesse
Brennan est le fils de John et Charman Brennan. Sa sœur, Sarah Brennan, est l'une des fondatrices de l'Amandla Charter School de Chicago. Il a passé quatre ans au Prospect High School (en) de l’Illinois dans le milieu des années 90, et a été membre de la chorale, dont il n'a pas trouvé particulièrement agréable. Il aspirait à être un acteur, et comme le chef de chœur de la chorale était également le directeur musical, il rejoignit la chorale afin d’améliorer ses chances d'être enroulé dans des comédies musicales. Il a eu comme modèle et a été inspiré par son metteur en scène de théâtre John Marquette, qui a été alors la raison pour laquelle il est devenu écrivain. Le personnage Will Schuester dans Glee est partiellement basé sur Marquette. Brennan a poursuivi ses études de théâtre à l'Université Loyola de Chicago et a été diplômé en 2000. Après ça, il a fait du théâtre pendant un temps à Chicago en étudiant au The Second City Training Center (en) et a travaillé avec les théâtres Steppenwolf et Goodman. Ensuite, il a déménagé à New York pour jouer du Off-Broadway dans des théâtres comme le Vineyard, Playwrights Horizons (en) et MCC Theatres.

### Carrière
L'idée originale de Glee est inspirée de l'expérience personnelle de Brennan alors qu'il était dans la chorale de la Prospect High School. En 2005, un chef de chœur de la chorale de Prospect High School a été accusé de conduite inapproprié à l’égard un étudiant, et plus tard a été reconnu coupable de Crime Aggravé d'Abus Sexuel. Brennan a été inspiré par ces événements. En août 2005, il a acheté un exemplaire de "l'écriture de scénarios pour les nuls" et a écrit la première ébauche de Glee, initialement envisagé comme un film plutôt que d'une série télévisée. Il a terminé le script en 2005, mais n'a intéressé aucun producteur de l'époque. L'un de ses amis, le producteur de télévision Mike Novick, était un membre du même gymnase que du scénariste et producteur Ryan Murphy, qui avait fait partie d'une chorale dans son enfance et lui donna une copie du script de Brennan. Ce dernier s'est senti concerné par le projet et a décidé avec Brad Falchuk de le produire en tant que série télé. Les trois (Murphy, Brennan et Falchuk) se sont réunis pour réécrire le scénario, qui a été envoyé à la chaîne américaine CFOX qui l’a immédiatement accepté 15 heures après l’avoir reçu. Murphy, Ryan et Falchuk ont décidé d'écrire eux-mêmes tous les épisodes. Murphy et Falchuk sont les réalisateurs et producteurs exécutifs de la série, alors que Brennan est coproducteur exécutif.

## Filmographie
| Film & Télévision | Film & Télévision            | Film & Télévision    | Film & Télévision                     | Film & Télévision                |
| Année             | Titre                        | Format               | Rôle                                  | Note                             |
| ----------------- | ---------------------------- | -------------------- | ------------------------------------- | -------------------------------- |
| 2000              | Demain à la une              | Série télévisée      | Valet                                 | Épisode : L'Incorruptible (4x21) |
| 2000              | Too Much Flesh               | Film                 | Bert                                  |                                  |
| 2002              | No Sleep 'til Madison        | Film                 | Dave                                  |                                  |
| 2006              | Flourish                     | Film                 | Dr Carter Kaufman                     |                                  |
| 2006              | Growing                      | Court-métrage        | Scénariste, acteur (Jeremy)           |                                  |
| 2006              | Save the Last Dance 2        | DVD                  | Franz                                 |                                  |
| 2007              | Je crois que j'aime ma femme | Film                 | vendeur                               |                                  |
| 2007              | New York, section criminelle | Série télévisée      | Lance Morein                          | Double dames (6x22)              |
| 2007              | Les Experts : Manhattan      | Série télévisée      | Joe Silver                            | Le Baiser de la méduse (4x08)    |
| 2008              | New Amsterdam                | Série télévisée      | Chris Duncan                          | Keep the Change (1x08)           |
| 2009              | Glee                         | Série télévisée      | Cocréateur, scénariste, narrateur     |                                  |
| 2009              | Little New York              | Film                 | Hippie                                |                                  |
| 2009              | inFamous                     | Jeu vidéo            | Voix                                  |                                  |
| 2011              | The Glee Project             | Émission de TV       | Juge                                  |                                  |
| 2015-2016         | Scream Queens                | Série télévisée      | Cocréateur, scénariste et réalisateur |                                  |
| 2019-             | The Politician               | Série télévisée      | Cocréateur, scénariste et réalisateur |                                  |
| 2020              | Hollywood                    | Mini-série télévisée | Cocréateur et scénariste              |                                  |